# Jarosław (Józefów)
Jarosław – dawniej samodzielna wieś, obecnie część miasta Józefów, w województwie mazowieckim, w powiecie otwockim. Leży w środkowo-południowej części miasta, blisko rzeki Świder, przy granicy z otwockim Świderem.
1867–1924 w gminie Wiązowna w powiecie warszawskim w woj. warszawskim. W 1921 roku Jarosław liczył 99 stałych mieszkańców. 
1 stycznia 1925 włączony do nowo utworzonej gminy Letnisko Falenica w tymże powiecie,
20 października 1933 utworzono gromadę Józefów w granicach gminy Letnisko Falenica, składającą się z letniska Emilanów, letniska Jarosław i letniska Józefów.
Podczas II wojny światowej w Generalnym Gubernatorstwie, w dystrykcie warszawskim. W 1943 gromada Józefów (z Jarosławiem) w gminie Falenica liczyła 1650 mieszkańców.
15 maja 1951, w związku ze zniesieniem gminy Falenica Letnisko (i włączeniem jej większej części do Warszawy), gromada Józefów (z Jarosławiem) weszła w skład gminy Józefów.
1 lipca 1952, w związku z likwidacją powiatu warszawskiego, gminę Józefów (z Jarosławiem) przeniesiono do nowo utworzonego powiatu miejsko-uzdrowiskowego Otwock, gdzie została przekształcona w jedną z jego ośmiu jednostek składowych – dzielnicę Józefów.
Dzielnica Józefów przetrwała do końca 1957 roku, czyli do chwili zniesienia powiatu miejsko-uzdrowiskowego Otwock i przekształcenia go w powiat otwocki. 1 stycznia 1958 dzielnicy Józefów nadano status osiedla, przez co Jarosław stał się integralną częścią Józefowa, a w związku z nadaniem Józefowowi praw miejskich 18 lipca 1962 – częścią miasta.